# Canon EOS 800D
Canon EOS 800D  (название в Северной Америке — Canon EOS Digital Rebel T7i, в Японии — Canon EOS Kiss X9i) — цифровой зеркальный фотоаппарат семейства EOS компании «Кэнон», продолжающий линейку любительских моделей EOS Digital. Представлен 14 февраля 2017 года, пришёл на смену модели EOS 750D.
Фотоаппарат имеет кроп-матрицу с кроп-фактором 1,6; крепление для объективов Canon EF и EF-S. 
Среди ключевых особенностей модели — 24-мегапиксельная матрица с чувствительностью до 25600 ISO, обеспечивающая автофокусировку методом разности фаз, 45 точек фокусировки перекрёстного типа, электронный стабилизатор изображения в режиме видеосъёмки, поддержка беспроводных сетей Wi-Fi, Bluetooth и технологии NFC, скорость серийной съёмки до 6 кадров в секунду.
Продажи Canon EOS 800D начались в апреле 2017 года. Камера поставляется отдельно по цене $749. Либо в комплекте с одним из двух объективов: 18-55 мм IS STM за $900 или с новым 18-135 мм IS USM за $1300.

## Технические особенности

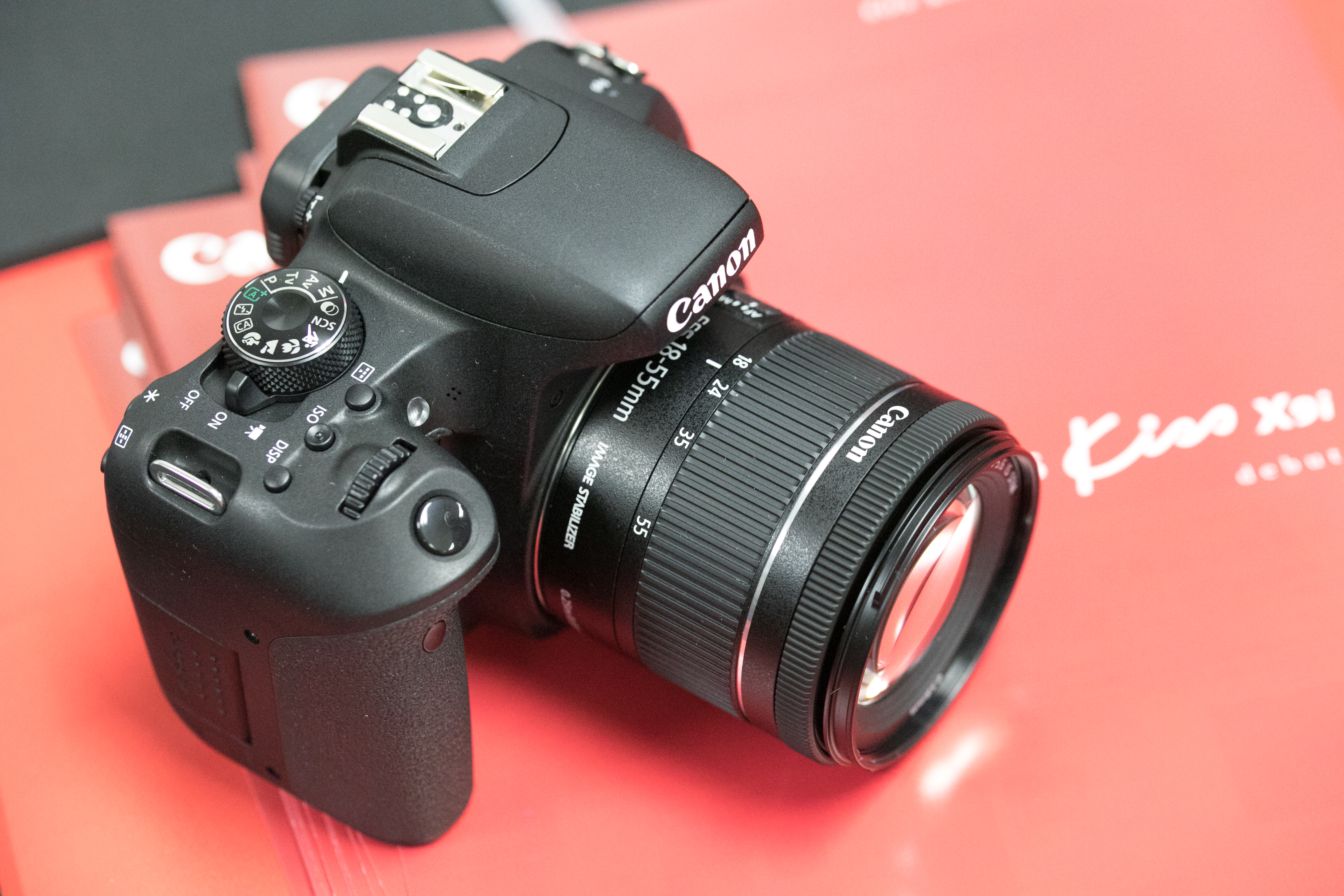
Canon EOS 800D с объективом Canon EF-S 18-55 мм

- Canon EOS 800D имеет матрицу 24,2 Мп
- Full HD (1920×1080) с частотой до 60 к/с; HD (1280×720) до 60 к/с
- Скоростная съёмка 6 к/с с поддержкой автофокуса; 4,5 к/с в режиме live view с поддержкой автофокуса Dual Pixel CMOS AF
- Автофокус по всем точкам для объективов с диафрагмой f/8; центральная точка с чувствительностью до EV −3 при диафрагме f2,8; 45 точек фокусировки, все из них перекрёстного типа, что значительно больше по сравнению с 19 точками в Canon EOS 750D
- Процессор DIGIC 7
- Чувствительность ISO 100-25600
- Поворотный сенсорный экран, позволяющий пальцем выбирать точку фокусировки во время фотосъёмки и записи видео, а также с удобством производить селфи-съёмку
- Wi-Fi, Bluetooth и NFC для беспроводной передачи файлов и дистанционного управления камерой

### Экран
Основной экран поворотный и сенсорный, при этом имеется возможность отключать восприимчивость к касаниям. Разрешение дисплея составляет 1,04 миллиона точек. Диагональ — 3 дюйма с соотношением сторон 3:2 и углом обзора в 170 градусов. Имеет антибликовое покрытие.

## Отличия
| Характеристика                      | EOS 750D                       | EOS 800D                       | EOS 80D                        |
| ----------------------------------- | ------------------------------ | ------------------------------ | ------------------------------ |
| Размер фотосенсора                  | 22 × 15 мм                     | 22 × 15 мм                     | 22 × 15 мм                     |
| Разрешение фотосенсора              | 24,2 Мп                        | 24,2 Мп                        | 24,0 Мп                        |
| Процессор                           | Digic 6                        | Digic 7                        | Digic 6                        |
| Диапазон чувствительности ISO       | 100-12800 (100-25600)          | 100-25600 (100-51200)          | 100—16000 (100-25600)          |
| Скорость съёмки, кадров в секунду   | 5                              | 6                              | 7                              |
| Режим автофокуса                    | покадровый и следящий AI Servo | покадровый и следящий AI Servo | покадровый и следящий AI Servo |
| диагональ LCD-дисплея               | 76 мм                          | 76 мм                          | 81 мм                          |
| Площадь покрытия видоискателя       | 95 %                           | 95 %                           | 100 %                          |
| Батарея                             | LP-E17                         | LP-E17                         | LP-E6N                         |
| Съёмка видео                        | 1920x1080, 30p                 | 1920x1080, 60p                 | 1920x1080, 60p                 |
| Индивидуальная настройка объективов | нет                            | нет                            | до 40                          |
| Карты памяти                        | SDXC UHS-I                     | SDXC UHS-I                     | SDXC UHS-I                     |

Среди основных отличий от предшественника, модели EOS 750D, можно также указать:
- Больше точек автофокусировки: 45 против 19.
- Бо́льшая ёмкость аккумулятора: 600 снимков против 440.
- Бо́льший объём буфера RAW: 24 снимка против 6.
- Наличие модуля Bluetooth (включая возможность подключения пульта дистанционного управления BR-E1).
- Меньший вес weight: 532 грамма 555 ( на 23 грамма легче). [1][2]

## Съёмка видео
Камера снимает видео с максимальным разрешением 1920×1080, 60 кадров в секунду. Возможность съёмки видео в 4К отсутствует.
- 1920×1080 с частотой 59,94; 50; 29,97; 25, или 23,976 к/с
- 1280×720 с частотой 59,94; 50; 29,97 или 25 к/с

## Критика

### Преимущества
- Быстрая и точная система автофокусировки по 45 точкам, а также система Dual Pixel AF.
- Электронный стабилизатор изображения в режиме видеосъёмки.
- Цифровое увеличение в режиме видеосъёмки.
- Серийная съёмка со скоростью до 6 кадров в секунду с бесконечной серией в JPG или 27 кадрами в RAW.
- Возможность наклона и поворота сенсорного экрана.
- Встроенные Bluetooth, Wi-Fi и NFC.
- Максимальная чувствительность матрицы ISO 51200.
- Съёмка таймлапс и HDR-фотографий и видео.
- Удобное меню настроек и управления.
- Возможность переключения на интерфейс с режимом обучения и подсказками, удобным для начинающих пользователей.

### Недостатки

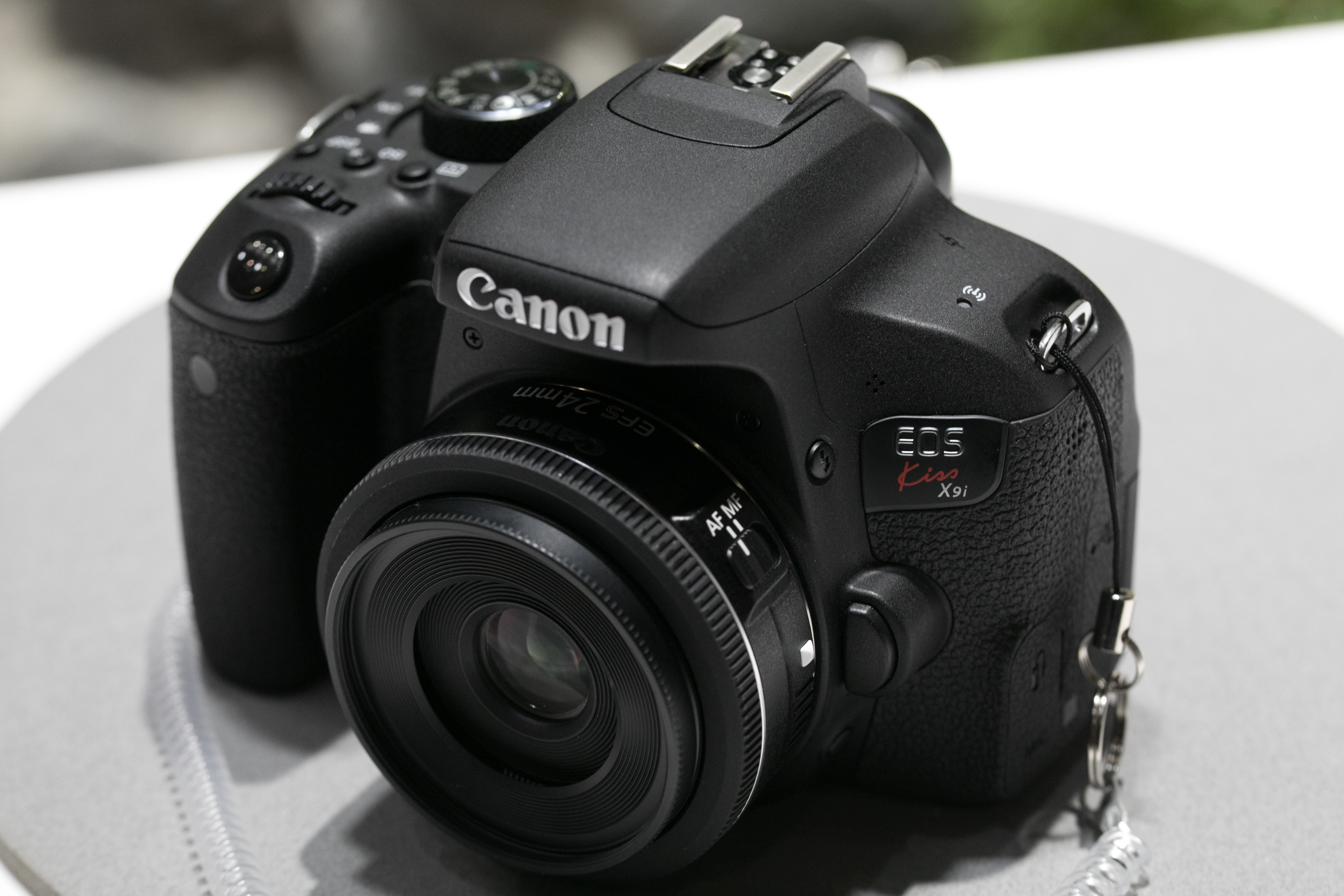
Canon EOS 800D имеет вход для микрофона, но отсутствует выход для наушников

- Отсутствие поддержки быстрых карт стандарта SD UHS-II. Один слот под карту памяти. Что приводит к меньшей надёжности, более низкой скорости записи файлов
- Отсутствие возможности съёмки видео в 4К
- Отсутствует выход для наушников
- Малый размер буфера, что приводит к ограничению продолжительности высокоскоростной съёмки в формате RAW
- КМОП-матрица с построчным переносом, из-за чего в видео с динамичными сценами проявляется эффект роллинг-шаттера
- Отсутствие технологии фокусировки, аналогичной Nikon 3D Focus Tracking

## Конкуренты
- Nikon D5600 — $700
- Sony A68 — $600
- Pentax K-70 — $600
- Olympus OM-D E-M10 Mark II — $650

## Цена
Стоимость Canon EOS 800D в США составляет 615,99 долларов за камеру с объективом 18-55mm, камера без объектива имеет стоимость 539,99 долларов

## Комплектация
- Canon EOS 800D body
- Крышка байонета
- Ремень
- Наглазник
- Аккумулятор LP-E17
- Зарядное устройство LC-E17
- Объектив с блендой и чехлом, если поставляются в комплекте

### Magic Lantern
Прошивка Magic Lantern недоступна для Canon EOS 800D, как и для всех других моделей камер Canon с процессорами DIGIC поколений 6, 6+ и 7.